# Rikkokushi
I Rikkokushi (六国史? Sei storie nazionali) sono un corpus che raccoglie la storia del Giappone dalle origini fino all'887. Queste storie scritte in cinese furono compilate nel corso dell'VIII e del IX secolo su ordine di vari imperatori.
Le Sei storie nazionali comprendono:
- Le Cronache del Giappone (日本書紀?, Nihon Shoki, 720): copre il periodo che va dalle origini della dinastia imperiale fino al regno dell'imperatrice Jitō.
- Il Seguito delle Cronache del Giappone (続日本紀?, Shoku Nihongi, 797): copre il periodo 697-791.
- Le Cronache posteriori del Giappone (日本後紀?, Nihon Kōki, 840): copre il periodo 792-833.
- Il Seguito delle Cronache del posteriori Giappone (続日本後紀?, Shoku Nihon Kōki, 869): copre il periodo 833-850.
- Le Cronache veridiche del regno dell'imperatore Montonku (日本文徳天皇実録?, Nihon Montoku Tennō Jitsuroku , 871): copre il periodo 850-858.
- Le Cronache veridiche dei tre regni (日本三代実録?, Nihon Sandai Jitsuroku, 901): copre il periodo 858-887.

## Gli esordi con ilNihon Shoki
Il Nihon shoki servì da base ad altre opere dello stesso tipo. Fin dal 718 il codice Yōrō impose al Ministero del centro la redazione di una storia nazionale.
La scrittura della prima continuazione del Nihon shoki fu iniziata verso il 760 da Fujiwara no Nakamaro, ma il lavoro fu interrotto varie volte prima della sua pubblicazione nel 797. La morte del suo iniziatore durante la ribellione di Fujiwara no Nakamaro nel 764 sospese il progetto. I trenta volumi già abbozzati furono ciononostante criticati all'epoca, perché si concentravano troppo su fatti aneddotici e ignoravano certi eventi principali. Il progetto fu rilanciato dall'imperatore Kōnin, ma il lavoro restò allo stato di bozza. Due editti del 794 e del 797 permisero di riprendere, poi di finalizzare il progetto. I quaranta volumi dello Shoku Nihongi coprono il periodo che va dal 697 al 791. Il lavoro finale si distingue per l'utilizzazione di nuove fonti, come i registri dei templi buddhisti o i rendiconti degli introiti fiscali. Come le Kojiki, è redatto in una lingua che poggia sul cinese classico e su un'utilizzazione fonetica dei caratteri cinesi. Lo Shoku Nihongi descrive anche certi aspetti della società dell'epoca. In accordo con il modello delle cronache cinesi, il posto della poesia è grandemente ridotto.

## Opere seguenti
La redazione del Nihon Kōki fu lanciata dall'imperatore Saga nell'819, ma il progetto fu subito fermato dalla morte di molti dei suoi coordinatori. Fu infine nell'840 che il progetto fu completato, i suoi quaranta volumi estendendosi dal 792 all'833. Le biografie delle principali figure della corte furono incluse per la prima volta al momento della loro morte. I tre libri seguenti, lo Shoku Nihon Kōki, lo Nihon Montoku Tennō Jitsuroku e lo Nihon Sandai Jitsuroku, furono scritti seguendo i codici stabiliti dalle opere precedenti, ma concentrandosi su durate più brevi: lo Shoku Nihon Kōki e il Nihon Montoku Tennō Jitsuroku coprono un solo regno. Sempre cercando di avvicinarsi ai loro modelli cinesi, essi integrano ora riferimenti a disastri naturali. Tuttavia, diminuisce il loro interesse per la corte. Il clan Fujiwara, che dominava la corte, faceva sfoggio del suo potere in altri tipi di scritti, i Rekishi monogatari. La stirpe imperiale era sufficientemente legittimata da diversi scritti storici e non aveva più bisogno di commissionare questo tipo di opera per consolidare la sua autorità. La chiusura nel 969 dell'ufficio incaricato di scrivere il seguito di queste opere, lo Shin Kokushi, segnò la fine di questo stile.

## La scrittura della storia dopo iRikkokushi
A partire dall'XI secolo, la metà del periodo Heian fu caratterizzata da un indebolimento dello Stato e questo tipo di grandi cronache fu abbandonato. La loro forma servì ulteriormente da ispirazione durante il periodo Edo, quando gli Shōgun cercarono di legittimare la loro autorità facendo scrivere libri storici dello stesso tipo. Le storie nazionali furono interrotte dopo il Sandai Jitsuroku; furono seguite dai quattro libri dello specchio che optano per una forma diversa, tra cui quella intitolata Ōkagami monogatari.

### Annotazioni
1. ↑  È evocata anche la condizione degli operai durante i cantieri nella capitale Nara.

### Fonti
1. ↑  (EN) Tarō Sakamoto, The six national histories of Japan, traduzione di John S. Brownlee, UBC Press, 1º giugno 1991, ISBN 0-7748-0379-7.
2. ↑   Louis Frédéric, Le Japon, dictionnaire et civilisation, coll. "Bouquins", Parigi, Robert Laffont, 1996, ISBN 2-221-06764-9.
3. 1 2  John R. Bentley 2015, p. 64.
4. ↑  Bentley 2015, p. 65.
5. ↑  Bentley 2015, p. 66.
6. ↑  Bentley 2015, p. 67.
7. ↑  Bentley 2015, p. 68.
8. ↑  Bentley 2015, p. 69.
9. ↑  Bentley 2015, p. 70.
10. ↑  Mehl 1998, p. 6.